# Ambrìs flygplats
Ambrìs flygplats är en flygplats för allmänflyg  i Schweiz.   Den ligger i distriktet Leventina och kantonen Ticino, i den sydöstra delen av landet, norr om Ambri. Ambrìs flygplats ligger 987 meter över havet.